# Guru

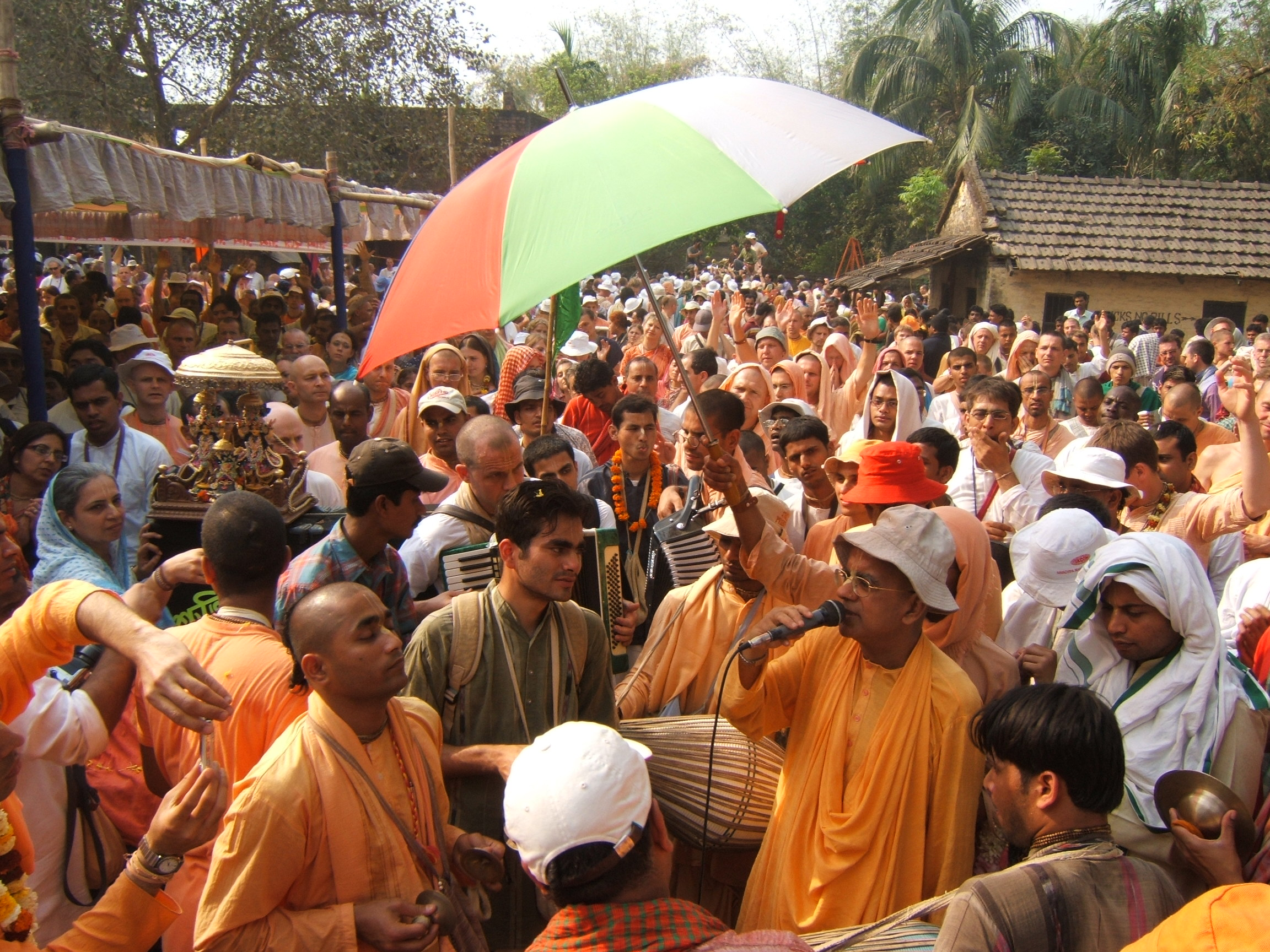
En av många olika guruer.

Guru (sanskrit गुरु), den "ärevördige", den som skingrar mörkret, lärare, är i hinduism och buddhismen en personlig andlig lärare.
En människa som med sin närvaro, sitt sätt att vara, stöttar dig att bli och vara den du är.
Sedan urminnes tider skall man bemöta sin guru med samma respekt som gudarna. "Guru" är även titeln på sikhernas första tio heliga ledare. Alla hinduer har en så kallad guru som ofta spelar stor roll för de tillgivna hinduerna. Guru betyder inte endast lärare utan översätts även som ”tung” från sanskrit vilket påvisar vikten som läggs vid dessa män och kvinnor som erhåller speciella förmågor. En guru har en väldigt utvecklad andlig kapacitet som gör att de kan förmedla och lära ut till sina lärjungar om hur man når moksha, frihet från återfödelse. De lär även ut hur man uppnår ett visst andligt stadium, antingen i detta livet eller i ett annat. För att bli guru måste man bada i den heliga floden Ganges.